# Aloe ruspoliana
Aloe ruspoliana é uma espécie de liliopsida do gênero Aloe, pertencente à família Asphodelaceae.